# Hasle (Lucerne)
Pour les articles homonymes, voir Hasle.
Hasle est une commune suisse du canton de Lucerne, située dans l'arrondissement électoral d'Entlebuch.

Vue aérienne par Walter Mittelholzer (1922)

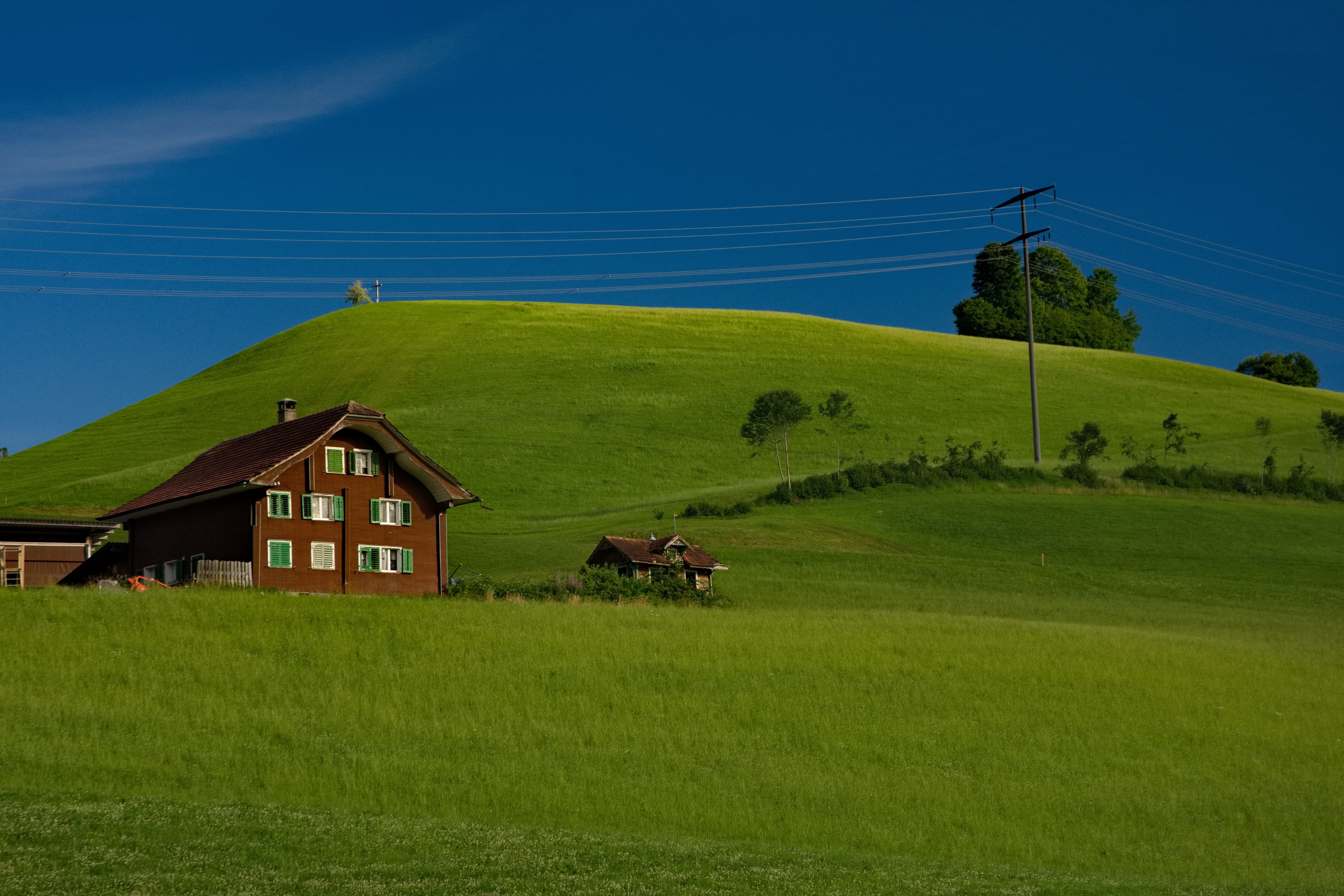
Paysage à Hasle. Juillet 2022.